# Thomas Hill Williams

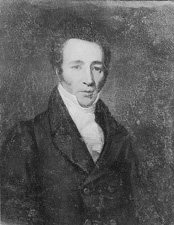
Thomas Hill Williams

Thomas Hill Williams (* 1780 in North Carolina; † 1840 im Robertson County, Tennessee) war ein US-amerikanischer Politiker (Demokratisch-Republikanische Partei) und einer der beiden ersten US-Senatoren für den Bundesstaat Mississippi.
Thomas Williams schloss in North Carolina seine Schulausbildung ab, studierte danach die Rechtswissenschaften, wurde in die Anwaltskammer aufgenommen und begann als Jurist zu praktizieren. Ab 1805 war er als Registrierungsbeamter für das Land Office im Mississippi-Territorium tätig; im selben Jahr wurde er als Secretary of the Territory dessen geschäftsführender Beamter. In dieser Funktion übte er 1806 auch für kurze Zeit kommissarisch das Amt des Territorialgouverneurs aus. Nach seiner erneuten Ernennung zum Territorialsekretär 1807 fiel ihm diese Aufgabe 1809 ein zweites Mal zu. Nachdem er 1810 als Zolleinnehmer in New Orleans gearbeitet hatte, kehrte er nach Mississippi zurück und nahm dort als Delegierter am Verfassungskonvent des künftigen Staates teil.
Nach der Aufnahme Mississippis in die Union wurden Walter Leake und Thomas Williams als die beiden ersten Senatoren des neuen Staates nach Washington, D.C. entsandt. Williams nahm sein Mandat ab dem 10. Dezember 1817 wahr und entschied auch die Wiederwahl im Jahr 1823 für sich, sodass er bis zum 3. März 1829 im Kongress verblieb. Unter anderem war er während dieser Zeit Vorsitzender des Committee on Public Lands. Während seiner zweiten Amtsperiode hatte sich die Demokratisch-Republikanische Partei aufgespalten; Williams gehörte der Faktion von Andrew Jackson an, den Jacksonians, aus denen später die Demokratische Partei entstand. Nach dem Ende seiner politischen Laufbahn zog er nach Tennessee, wo er 1840 starb.